# Банка Грамен
Банка Грамен (Бангла : গরামীণ বযাংক) је микрофинансијска организација основана у Бангладешу 1983. године, са циљем давања малих зајмова (познатих као микро кредити) сиромашним људима без тражења јамчевине, добитник Нобелове награде за мир 2006. године.

## Идеја
Систем се заснива на идеји да сиромашни имају вештине које не могу да користе. Банка такође прихвата депозите, пружа друге услуге и бави се развојним пројектима у текстилној и телекомуникационој индустрији и енергетици. 

## Нобелова награда
Организација и њен оснивач Мухамед Јунус заједнички су добили Нобелову награду за мир 2006. године . 

## Галерија
- Мухамед Јунус, оснивач Банке Грамен
- Зграда Банке Грамен
- Зграда Банке Грамен